# Live at Hellfest 2016
«Live at Hellfest 2016» es un álbum en directo digital de la banda Gojira. Grabado durante el Festival Hellfest, el 19 de junio de 2016 en Clisson, Francia. Fue lanzado el 4 de noviembre de 2016 por el sello Roadrunner Records.

## Lista de canciones
| N.º | Título                                | Duración |  |
| 1.  | «Intro»                               | 1:33     |  |
| 2.  | «Toxic Garbage Island»                | 3:59     |  |
| 3.  | «L'Enfant Sauvage»                    | 3:53     |  |
| 4.  | «The Heaviest Matter of the Universe» | 4:20     |  |
| 5.  | «Silvera»                             | 4:48     |  |
| 6.  | «Stranded»                            | 4:46     |  |
| 7.  | «Flying Whales»                       | 7:58     |  |
| 8.  | «Wisdom Comes»                        | 5:21     |  |
| 9.  | «Backbone»                            | 4:21     |  |
| 10. | «Only Pain»                           | 1:37     |  |
| 12. | «Vacuity»                             | 6:21     |  |

## Personal
- Joe Duplantier – voz, guitarra
- Christian Andreu – guitarra
- Jean-Michel Labadie – bajo
- Mario Duplantier – batería